# Уитикомб, Джеймс
Джеймс Уитикомб (англ. James Withycombe, 21 марта 1854, Тависток, Уэст-Девон — 3 марта 1919,  Сейлем, штат Орегон) — американский политик, 15-й губернатор Орегона в 1915—1919 годах. Член  Республиканской партии.

## Биография
Джеймс Уитикомб родился в 1854 году в семье фермеров Томаса и Мэри Энн Уитикомб в Тавистоке, в Соединенном Королевстве Великобритании и Ирландии. В 1871 году Джеймс иммигрировал в Соединенные Штаты со своими родителями, поселившись на ферме недалеко от Хилсборо, штат Орегон. Он работал на ферме своего отца в течение четырех лет, и в 1873 году Джеймс купил свой собственный участок площадью 100 акров (0,40 км2) на земельном участке Горация Линдси, позже расширив свои владения до 256 акров (1,04 км2).
Сельское хозяйство стало страстью Джеймса, он стал преуспевающим животноводом и зарекомендовал себя как успешный научный фермер. 6 июня 1875 года в орегонском округе Вашингтон Джеймс женился на Изабель Карпентер; у пары родились дочь и трое сыновей.

## Фермер и педагог
Джеймс принимал участие в местных фермерских организациях. Он стал членом-учредителем «Farmington Grange», а позже стал лидером движения «State Grange». Благодаря этим платформам эффективные, инновационные и прибыльные методы ведения сельского хозяйства Уитикомбом стали образцом для фермеров всего Тихоокеанского Северо-Запада. Благодаря своему положению в 1889 году он был назначен государственным ветеринаром, где он усердно работал над улучшением состояния здоровья скота в штате. 
Несмотря на то, что в основном он был самоучкой, в 1898 году Орегонский сельскохозяйственный колледж в Корваллисе (ныне Государственный университет штата Орегон, OSU) предложил ему возглавить экспериментальную сельскохозяйственную станцию колледжа. В 1891 году он получил степень магистра сельского хозяйства. Используя это положение для развития сельского хозяйства Орегона, он сыграл важную роль в внедрении люцерны и клевера в Восточном Орегоне, заложив основу для будущей сельскохозяйственной экономики региона.
Джеймс также активно участвовал в сельскохозяйственной отрасли Орегона, занимая пост президента Ассоциации производителей шерсти и овцеводов северо-западной части Тихого океана. В период его пребывания в совете Орегонской академии наук прибыль молочной промышленности выросла с 2,5 до 20 миллионов долларов. Такие достижения вызвали уважение к нему во всем штате и привлекли внимание Республиканской партии штата.

## Губернатор Орегона
Джеймс Уитикомб начал свою политическую карьеру в 1906 году, приняв участие в выборах губернатора Орегона. На предварительных выборах он выиграл номинацию от республиканцев, но проиграл на всеобщих выборах действующему губернатору-демократу Джорджу Чемберлену. Выборы в 1910 году губернатора-демократа Освальда Уэста вдохновили республиканцев Орегона, которые привлекли Уитикомба к губернаторским выборам 1914 года. Он победил соперника-демократа Чарльза Дж. Смита и стал первым губернатором-республиканцем, вступивший в должность после завершения в 1903 году губернаторства республиканца Теодора Т. Гира.
В качестве губернатора Джеймс Уитикомб энергично содействовал развитию сельского хозяйства. Примечательным предложением его администрации было обратиться к Законодательной ассамблее с просьбой субсидировать производство льна. Таким образом, Уитикомб сыграл важную роль в развитии льняной промышленности в штате, убедив ассамблею штата поддержать выращивание и переработку растения, чтобы обеспечить работой заключенных пенитенциарных учреждений.
Администрация Уитикомба поддержала движение «Хорошие дороги», создав Комиссию по автомагистралям штата Орегон. С введением в действие новой комиссии была начата крупная программа строительства дорог, в рамках которой были проложены многие современные государственные маршруты и автомагистрали Орегона.
После вступления США в Первую мировую войну губернатор Уитикомб занял громкую и патриотическую позицию в поддержку военных действий. Он поощрял добровольную военную службу и продвигал военную промышленность штата.
Находясь на посту губернатора, Уитикомб занял твердую позицию против профсоюзов. Он публично выступил против  Индустриальных рабочих мира (ИРМ), утверждая, что они терроризируют рабочих и нанесут вред промышленности после нескольких случаев угроз со стороны ИРМ подорвать производство в 1917 году. Он организовал ветеранов испано-американской войны в силы обороны штата Орегон и призвал граждан Восточного Орегона создавать комитеты самообороны для защиты штата от насильственных трудовых агитаторов. Уитикомб использовал свои полномочия губернатора, чтобы предотвратить забастовку верфи в Астории, вызвав Национальную гвардию. 
Кампания Уитикомба по переизбранию 1918 года основывалась на его действиях во время войны, изображая себя в качестве военного губернатора, активно защищающего государство и помогающего защите интересов Соединенных Штатов. Благодаря этим усилиям он победил своего соперница-демократа Уолтера М. Пирса, однако, на посту губернатора он пробыл всего несколько месяцев.

## Смерть и наследие
3 марта 1919 года Джеймс Уитикомб умер при исполнении служебных обязанностей от сердечного приступа, его сменил государственный секретарь Орегона Бен У. Олкотт. Он был похоронен в мавзолее аббатства Маунт-Крест на кладбище City View в Сейлеме.
Уитикомб Холл Университета штата Орегон назван в его честь, так как он был главой сельскохозяйственной исследовательской станции в сельскохозяйственном колледже Орегона. В здании находится Отделение зоотехники и пастбищных угодий, а также зрительный зал, используемый Отделом театра.
Лагерь Уитикомб, военный объект в Клакамасе, был назван в его честь.